# 女の暦
『女の暦』（おんなのこよみ）は、壺井栄の短編集『暦』をもとに、1954年に公開された久松静児監督の日本映画である。
第8回カンヌ国際映画祭コンペティション部門で上映された。

## あらすじ
小豆島に日向家の末娘クニ子と実枝の姉妹が住んでいる。
両親は数年前に亡くなり、十人の兄姉も女ばかり五人に減ってしまった。
姉のミチ（長女）、カヤノ（次女）、高子（五女）は結婚し、現在はそれぞれ広島、大阪、東京で暮らしている。
家族の法事で三人の姉が小豆島に帰ってきた。

## スタッフ
以下のスタッフ名等はKINENOTEに従った。
- 監督 - 久松静児
- 脚色 - 井手俊郎、中河百々代
- 原作 - 壷井栄 短編集『暦』
- 製作 - 坂上静翁
- 撮影 - 鈴木博
- 美術 - 下河原友雄
- 音楽 - 斎藤一郎
- 録音 - 片岡造
- 照明 - 小山正治

## キャスト
以下の出演者名と役名はKINENOTEに従った。
- 田中絹代 - 佐伯ミチ
- 杉葉子 - 日向クニ子
- 香川京子 - 日向実枝
- 十朱久雄 - 佐伯万造
- 三島雅夫 - 杉江作太郎
- 轟夕起子 - 高木高子
- 舟橋元 - 石田恭平
- 三好栄子 - おふく
- 花井蘭子 - 杉江カヤノ
- 細川俊夫 - 青島
- 永井柳太郎 - 千吉
- 清川玉枝 - 村長夫人